# Wereldkampioenschap superbike van Assen 1997
Het wereldkampioenschap superbike van Assen 1997 was de negende ronde van het wereldkampioenschap superbike en de zevende ronde van de wereldserie Supersport 1997. De races werden verreden op 31 augustus 1997 op het TT-Circuit Assen nabij Assen, Nederland.

## Superbike
Coureurs die deelnamen aan het Europees kampioenschap superbike en coureurs die deelnamen met motorfietsen die aan andere technische reglementen voldeden, kwamen niet in aanmerking om punten te scoren in het wereldkampioenschap.

### Race 1
| Pos | Nr | Rijder               | Constructeur | Rondes | Tijd                | Grid | Punten |
| --- | -- | -------------------- | ------------ | ------ | ------------------- | ---- | ------ |
| 1   | 3  | John Kocinski        | Honda        | 16     | 33:34.731           | 1    | 25     |
| 2   | 4  | Carl Fogarty         | Ducati       | 16     | +0.143              | 2    | 20     |
| 3   | 7  | Pierfrancesco Chili  | Ducati       | 16     | +0.701              | 7    | 16     |
| 4   | 2  | Aaron Slight         | Honda        | 16     | +6.363              | 6    | 13     |
| 5   | 9  | Neil Hodgson         | Ducati       | 16     | +8.431              | 9    | 11     |
| 6   | 22 | Scott Russell        | Yamaha       | 16     | +10.770             | 5    | 10     |
| 7   | 12 | James Whitham        | Suzuki       | 16     | +13.540             | 8    | 9      |
| 8   | 8  | Akira Yanagawa       | Kawasaki     | 16     | +13.566             | 4    | 8      |
| 9   | 6  | Simon Crafar         | Kawasaki     | 16     | +16.602             | 3    | 7      |
| 10  | 42 | Chris Walker         | Yamaha       | 16     | +27.648             | 11   | 6      |
| 11  | 11 | Mike Hale            | Suzuki       | 16     | +31.277             | 12   | 5      |
| 12  | 17 | Pere Riba            | Honda        | 16     | +1:02.332           | 19   | 4      |
| 13  | 21 | Jochen Schmid        | Kawasaki     | 16     | +1:02.787           | 13   | 3      |
| 14  | 53 | Udo Mark             | Suzuki       | 16     | +1:03.033           | 14   |        |
| 15  | 46 | Erkka Korpiaho       | Kawasaki     | 16     | +1:05.650           | 18   | 2      |
| 16  | 31 | Igor Jerman          | Kawasaki     | 16     | +1:05.959           | 16   | 1      |
| 17  | 57 | Michael Rudroff      | Suzuki       | 16     | +1:25.817           | 20   |        |
| 18  | 56 | Rainer Jänisch       | Suzuki       | 16     | +1:33.081           | 21   |        |
| 19  | 49 | Juha Berner          | Kawasaki     | 16     | +2:06.098           | 23   |        |
| 20  | 52 | Anton Gruschka       | Yamaha       | 15     | +1 ronde            | 22   |        |
| 21  | 60 | Joop Bosch           | Kawasaki     | 15     | +1 ronde            | 26   |        |
| 22  | 64 | Heinz Platacis       | Kawasaki     | 15     | +1 ronde            | 31   |        |
| 23  | 51 | Giorgio Cantalupo    | Ducati       | 15     | +1 ronde            | 25   |        |
| 24  | 61 | Gijsbert Spilt       | Ducati       | 15     | +1 ronde            | 30   |        |
| 25  | 79 | Ondřej Lelek         | Honda        | 15     | +1 ronde            | 28   |        |
| DNF | 14 | James Haydon         | Ducati       | 13     | Uitgevallen         | 15   |        |
| DNF | 68 | Jiří Mrkývka         | Honda        | 10     | Uitgevallen         | 24   |        |
| DNF | 15 | Piergiorgio Bontempi | Kawasaki     | 0      | Uitgevallen         | 10   |        |
| DNF | 47 | Eskil Suter          | Honda        | 0      | Uitgevallen         | 17   |        |
| DNS | 58 | Uwe Pollheide        | Kawasaki     | 0      | Niet gestart        | 27   |        |
| DNS | 69 | Steve Marks          | Kawasaki     | 0      | Niet gestart        | 29   |        |
| DNQ | 62 | Ruud van Straalen    | Yamaha       | 0      | Niet gekwalificeerd |      |        |
| DNQ | 63 | Harry Maton          | Ducati       | 0      | Niet gekwalificeerd |      |        |

### Race 2
| Pos | Nr | Rijder               | Constructeur | Rondes | Tijd                | Grid | Punten |
| --- | -- | -------------------- | ------------ | ------ | ------------------- | ---- | ------ |
| 1   | 4  | Carl Fogarty         | Ducati       | 16     | 33:31.289           | 2    | 25     |
| 2   | 7  | Pierfrancesco Chili  | Ducati       | 16     | +0.931              | 7    | 20     |
| 3   | 3  | John Kocinski        | Honda        | 16     | +2.988              | 1    | 16     |
| 4   | 2  | Aaron Slight         | Honda        | 16     | +4.620              | 6    | 13     |
| 5   | 9  | Neil Hodgson         | Ducati       | 16     | +13.426             | 9    | 11     |
| 6   | 6  | Simon Crafar         | Kawasaki     | 16     | +15.890             | 3    | 10     |
| 7   | 8  | Akira Yanagawa       | Kawasaki     | 16     | +20.940             | 4    | 9      |
| 8   | 22 | Scott Russell        | Yamaha       | 16     | +30.966             | 5    | 8      |
| 9   | 42 | Chris Walker         | Yamaha       | 16     | +34.965             | 11   | 7      |
| 10  | 15 | Piergiorgio Bontempi | Kawasaki     | 16     | +40.721             | 10   | 6      |
| 11  | 12 | James Whitham        | Suzuki       | 16     | +50.507             | 8    | 5      |
| 12  | 21 | Jochen Schmid        | Kawasaki     | 16     | +1:01.996           | 13   | 4      |
| 13  | 53 | Udo Mark             | Suzuki       | 16     | +1:02.300           | 14   |        |
| 14  | 31 | Igor Jerman          | Kawasaki     | 16     | +1:02.458           | 16   | 3      |
| 15  | 17 | Pere Riba            | Honda        | 16     | +1:02.915           | 19   | 2      |
| 16  | 56 | Rainer Jänisch       | Suzuki       | 16     | +1:37.048           | 21   |        |
| 17  | 46 | Erkka Korpiaho       | Kawasaki     | 16     | +1:47.903           | 18   | 1      |
| 18  | 57 | Michael Rudroff      | Suzuki       | 16     | +2:06.879           | 20   |        |
| 19  | 49 | Juha Berner          | Kawasaki     | 15     | +1 ronde            | 23   |        |
| 20  | 68 | Jiří Mrkývka         | Honda        | 15     | +1 ronde            | 24   |        |
| 21  | 64 | Heinz Platacis       | Kawasaki     | 15     | +1 ronde            | 31   |        |
| 22  | 69 | Steve Marks          | Kawasaki     | 15     | +1 ronde            | 29   |        |
| 23  | 79 | Ondřej Lelek         | Honda        | 15     | +1 ronde            | 28   |        |
| DNF | 60 | Joop Bosch           | Kawasaki     | 13     | Uitgevallen         | 26   |        |
| DNF | 52 | Anton Gruschka       | Yamaha       | 12     | Uitgevallen         | 22   |        |
| DNF | 11 | Mike Hale            | Suzuki       | 11     | Uitgevallen         | 12   |        |
| DNF | 51 | Giorgio Cantalupo    | Ducati       | 11     | Uitgevallen         | 25   |        |
| DNF | 47 | Eskil Suter          | Honda        | 7      | Uitgevallen         | 17   |        |
| DNF | 61 | Gijsbert Spilt       | Ducati       | 4      | Uitgevallen         | 30   |        |
| DNF | 14 | James Haydon         | Ducati       | 0      | Uitgevallen         | 15   |        |
| DNS | 58 | Uwe Pollheide        | Kawasaki     | 0      | Niet gestart        | 27   |        |
| DNQ | 62 | Ruud van Straalen    | Yamaha       | 0      | Niet gekwalificeerd |      |        |
| DNQ | 63 | Harry Maton          | Ducati       | 0      | Niet gekwalificeerd |      |        |

## Supersport
| Pos | Nr | Rijder               | Constructeur | Rondes | Tijd                | Grid | Punten |
| --- | -- | -------------------- | ------------ | ------ | ------------------- | ---- | ------ |
| 1   | 30 | Wilco Zeelenberg     | Yamaha       | 16     | 35:26.496           | 1    | 25     |
| 2   | 26 | Paolo Casoli         | Ducati       | 16     | +13.056             | 2    | 20     |
| 3   | 41 | Michaël Paquay       | Honda        | 16     | +18.740             | 5    | 16     |
| 4   | 13 | Jeffry de Vries      | Yamaha       | 16     | +19.140             | 10   | 13     |
| 5   | 34 | Yves Briguet         | Suzuki       | 16     | +19.365             | 3    | 11     |
| 6   | 6  | Vittoriano Guareschi | Yamaha       | 16     | +21.593             | 16   | 10     |
| 7   | 24 | Stéphane Chambon     | Ducati       | 16     | +22.500             | 19   | 9      |
| 8   | 32 | Marc Garcia          | Honda        | 16     | +23.083             | 17   | 8      |
| 9   | 14 | Fred Bayens          | Honda        | 16     | +24.576             | 4    | 7      |
| 10  | 57 | Mile Pajic           | Kawasaki     | 16     | +25.500             | 28   | 6      |
| 11  | 17 | Stéphane Mertens     | Suzuki       | 16     | +27.543             | 22   | 5      |
| 12  | 7  | Thomas Körner        | Ducati       | 16     | +31.282             | 14   | 4      |
| 13  | 35 | Giovanni Bussei      | Suzuki       | 16     | +31.482             | 15   | 3      |
| 14  | 23 | Volker Bähr          | Kawasaki     | 16     | +41.862             | 18   | 2      |
| 15  | 53 | Francisco Riquelme   | Ducati       | 16     | +44.369             | 30   | 1      |
| 16  | 2  | Massimo Meregalli    | Yamaha       | 16     | +46.688             | 13   |        |
| 17  | 9  | Rudi Markink         | Yamaha       | 16     | +53.795             | 33   |        |
| 18  | 11 | Peter Koller         | Kawasaki     | 16     | +1:02.010           | 25   |        |
| 19  | 59 | Harry van Beek       | Yamaha       | 16     | +1:02.841           | 26   |        |
| 20  | 39 | Thomas Hinterreiter  | Kawasaki     | 16     | +1:43.065           | 32   |        |
| 21  | 10 | Wim Theunissen       | Kawasaki     | 16     | +1:46.805           | 29   |        |
| DNF | 31 | Marco Risitano       | Kawasaki     | 15     | Uitgevallen         | 21   |        |
| DNF | 52 | Jörg Teuchert        | Yamaha       | 14     | Uitgevallen         | 12   |        |
| DNF | 18 | David Rouge          | Honda        | 12     | Uitgevallen         | 23   |        |
| DNF | 1  | Fabrizio Pirovano    | Ducati       | 12     | Uitgevallen         | 8    |        |
| DNF | 90 | Bernhard Schick      | Ducati       | 12     | Uitgevallen         | 6    |        |
| DNF | 27 | Rubén Xaus           | Honda        | 11     | Uitgevallen         | 7    |        |
| DNF | 58 | Torleif Hartelman    | Ducati       | 9      | Uitgevallen         | 34   |        |
| DNF | 25 | Serafino Foti        | Bimota       | 7      | Uitgevallen         | 31   |        |
| DNF | 60 | Eric Mahé            | Yamaha       | 4      | Uitgevallen         | 11   |        |
| DNF | 28 | Jonnie Ekerold       | Suzuki       | 4      | Uitgevallen         | 36   |        |
| DNF | 8  | Roberto Panichi      | Ducati       | 3      | Uitgevallen         | 20   |        |
| DNF | 36 | Christophe Cogan     | Ducati       | 3      | Uitgevallen         | 9    |        |
| DNF | 4  | Camillio Mariottini  | Ducati       | 2      | Uitgevallen         | 35   |        |
| DNF | 45 | Dean Thomas          | Honda        | 0      | Uitgevallen         | 24   |        |
| DNF | 22 | Bernard Garcia       | Honda        | 0      | Uitgevallen         | 27   |        |
| DNS | 38 | Mario Innamorati     | Ducati       | 0      | Niet gestart        |      |        |
| DNQ | 62 | Micha van Deelen     | Honda        | 0      | Niet gekwalificeerd |      |        |
| DNQ | 61 | Emiel Bosma          | Honda        | 0      | Niet gekwalificeerd |      |        |
| DNQ | 63 | Peter Preussler      | Kawasaki     | 0      | Niet gekwalificeerd |      |        |
| DNQ | 37 | Bruno Cirafici       | Bimota       | 0      | Niet gekwalificeerd |      |        |
| DNQ | 56 | Kris Wilson          | Yamaha       | 0      | Niet gekwalificeerd |      |        |

## Tussenstanden na wedstrijd

### Superbike
| Pos | Nr | Rijder              | Team   | Punten |
| --- | -- | ------------------- | ------ | ------ |
| 1   | 3  | John Kocinski       | Honda  | 317    |
| 2   | 4  | Carl Fogarty        | Ducati | 312    |
| 3   | 2  | Aaron Slight        | Honda  | 250    |
| 4   | 22 | Scott Russell       | Yamaha | 190    |
| 5   | 7  | Pierfrancesco Chili | Ducati | 183    |

### Supersport
| Pos | Nr | Rijder           | Team   | Punten |
| --- | -- | ---------------- | ------ | ------ |
| 1   | 26 | Paolo Casoli     | Ducati | 85     |
| 2   | 24 | Stéphane Chambon | Ducati | 79     |
| 3   | 34 | Yves Briguet     | Suzuki | 71     |
| 4   | 41 | Michaël Paquay   | Honda  | 68     |
| 5   | 17 | Stéphane Mertens | Suzuki | 68     |

1992 · 1993 · 1994 · 1995 · 1996 · 1997 · 1998 · 1999 · 2000 · 2001 · 2002 · 2003 · 2004 · 2005 · 2006 · 2007 · 2008 · 2009 · 2010 · 2011 · 2012 · 2013 · 2014 · 2015 · 2016 · 2017 · 2018 · 2019 · 2021 · 2022 · 2023 · 2024 · 2025